# ایوان مازپا
ایوان استپانوویچ مازِپا  (اوکراینی: Іван Степанович Мазепа )(به لهستانی: Iwan Mazepa Kołodyński)(زاده ۳۰ مارس ۱۶۳۹ - وفات ۲۱ سپتامبر ۱۷۰۹) یک رهبر نظامی، سیاسی و مدنی اوکراینی بود که در سال‌های ۱۶۸۷–۱۷۰۸ به عنوان هتمانِ زاپوریزان هاست یا به تلفظ اکراینی زاپوریزکِی (Zaporizhian Host )و کرانه رودخانه چپ اوکراین(Left-bank)  خدمت کرد. رویدادهای تاریخی زندگی مازپا الهام بخش بسیاری از آثار ادبی، هنری و موسیقی بوده است. او به عنوان حامی هنر مشهور بود.
مازپا نقش مهمی در نبرد پلتاوا (۱۷۰۹) ایفا کرد، جایی که پس از اطلاع از اینکه تزار پیتر یکم قصد دارد او را به عنوان هتمان (رهبر نظامی) از زاپوریزان (یک ایالت قزاق) برکنار کند و الکساندر منشیکوف را جایگزین او کند، از ارتش خود جدا شده و با تغییر جناح در کنار چارلز دوازدهم پادشاه سوئد قرار گرفت. پیامدهای سیاسی و تفسیر این پناهندگی در تاریخ ملی روسیه و اوکراین طنین انداز شده است.

## اوایل زندگی

### خانه خانوادگی
مازپا احتمالاً در ۳۰ مارس ۱۶۳۹، در مازپینتسی، در نزدیکی بیلا تسرکوا، که در آن زمان بخشی از فرمانداری کیف در مشترک المنافع لهستان-لیتوانی بود (و امروزه - شورای روستایی دروزدی Drozdy، رایون بیلا تسرکوا)، در یک خانواده اصیل روتنی (Ruthenian)-لیتوانیایی به دنیا آمد. مادرش مارینا موکیفسکا (زاده ۱۶۲۴-وفات ۱۷۰۷) (از سال ۱۶۷۴ تا ۱۶۷۵ با نام رهبانی خود ماریا ماگدالنا شناخته می‌شد)، و پدرش استفان آدام مازپا (تولد نامشخص-وفات ۱۶۶۶) بود. مارینا موکیفسکا از خانواده یک افسر قزاق بود که در کنار بوگدان خملنیتسکی جنگید. او دو فرزند به دنیا آورد - ایوان و الکساندرا. پدر ایوان، استفان مازپا به عنوان آتامان قزاق بیلا تسرکوا (۱۶۵۴) خدمت کرد.

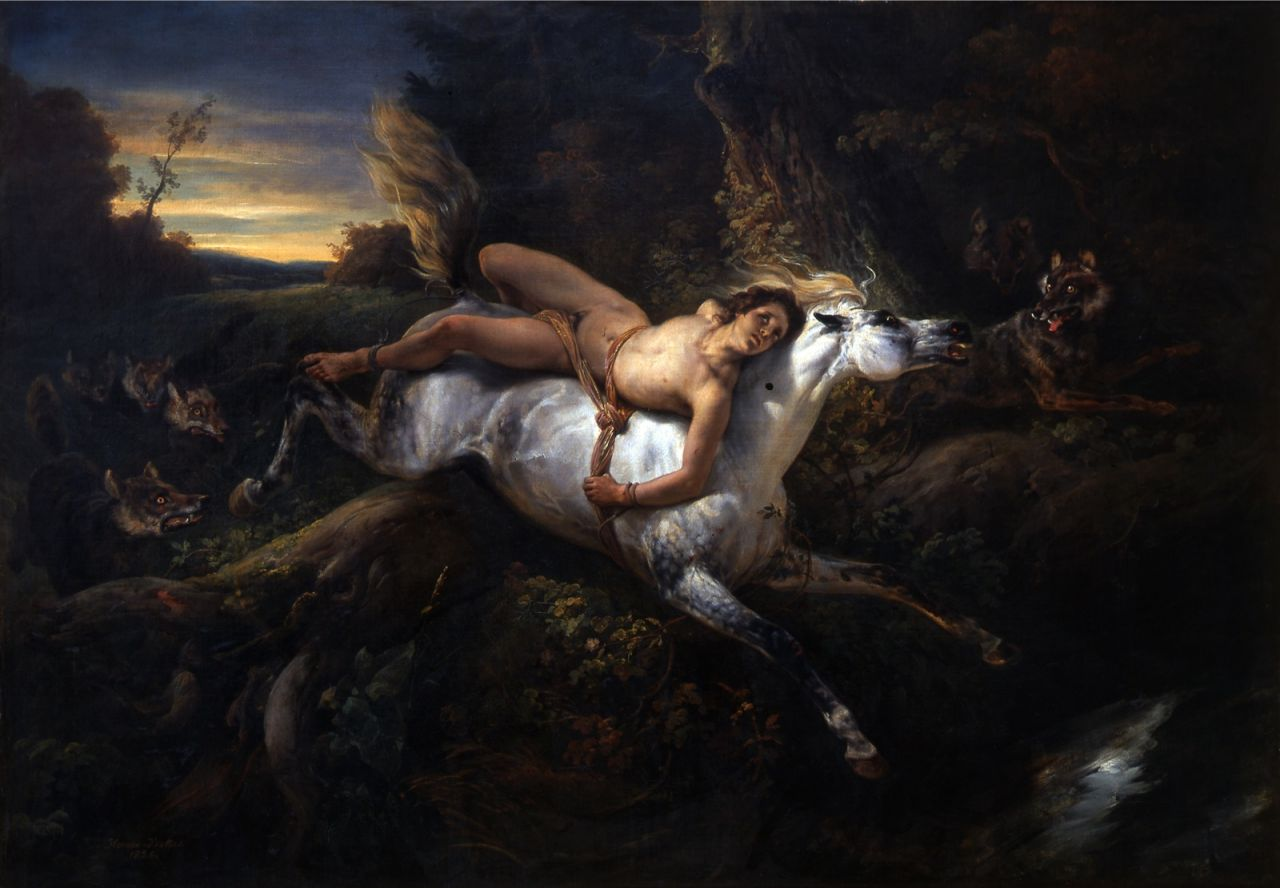
نقاشی مازپا و گرگ‌ها اثر اوراس ورنه (۱۸۲۶) که مازپا برهنه را نشان می‌دهد که به اسبی بسته شده است.

### نبرد سرنوشت ساز

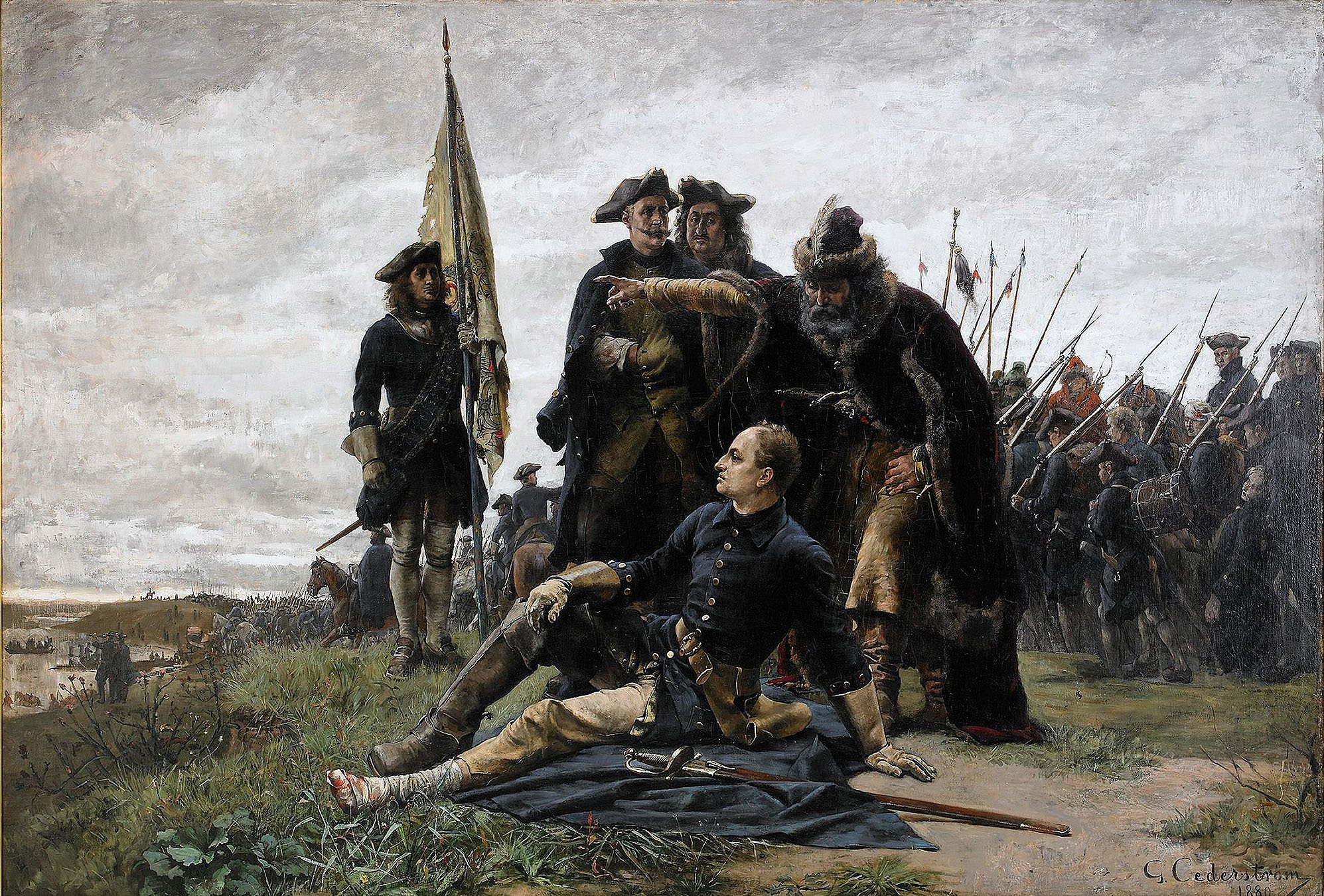
چارلز دوازدهم و مازپا در دنیپر پس از نبرد پولتاوا

ارتش سوئد و روسیه نیمه اول سال ۱۷۰۹ را صرف مانور برای برتری در نبرد بزرگ پیش‌بینی شده و تلاش برای تأمین حمایت مردم محلی کردند. سرانجام در ماه ژوئن نبرد پولتاوا رخ داد. روسیه و پیتر کبیر برنده شدند و به امیدهای مازپا برای انتقال اوکراین به کنترل سوئد پایان دادند، سوئدی که در یک معاهده به اوکراین وعده استقلال داده بود. مازپا با چارلز دوازدهم به قلعه بندر (تیگینا)، در مولداوی تابع امپراتوری عثمانی گریخت، جایی که مازپا خیلی زود درگذشت.
مازپا در گالاتسی (رومانی کنونی) به خاک سپرده شد، اما مقبره او چندین بار دچار اختلال شد و در نهایت در نتیجه تخریب کلیسای سِینت جورج Sfântul Gheorghe در سال ۱۹۶۲ از بین رفت.

## میراث تاریخی
تصمیم مازپا مبنی بر کنار گذاشتن وفاداری خود به امپراتوری روسیه توسط تزار روسیه خیانت و نقض معاهده پریاسلاو تلقی شد. با این حال، برخی دیگر استدلال می‌کنند که این امپراتوری روسیه بود که حتی با تلاش نکردن برای محافظت از میهن قزاق در طول نبردهای در خارج از کشور، در حالی که دهقانان اوکراینی از رفتار نیروهای محلی مسکو شکایت داشتند، پیمان را زیر پا گذاشت. بسیاری از قزاق‌ها هنگام ساخت سنت پترزبورگ جان باختند و تزار قصد داشت نیروهای قزاق را دور از سرزمین خود مستقر کند.

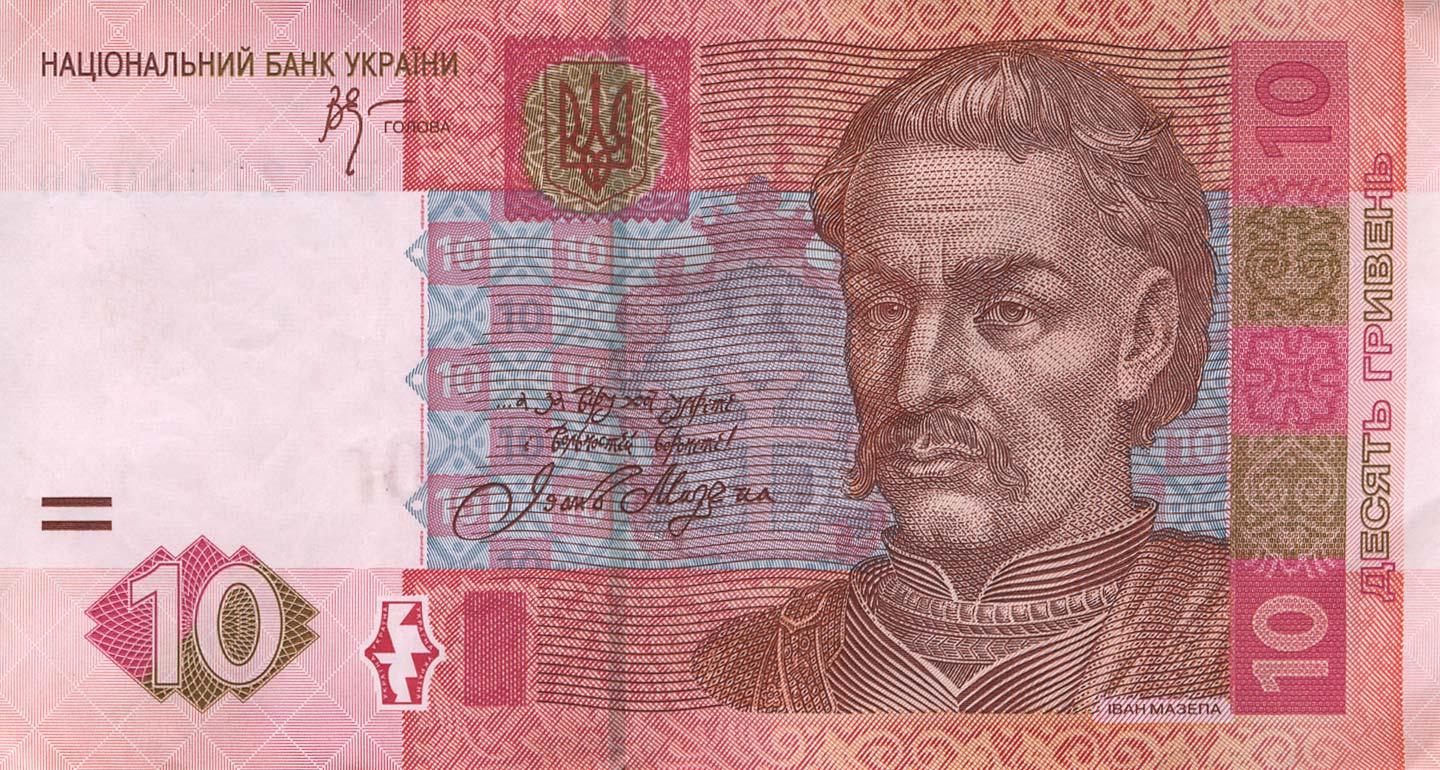
اسکناس ۱۰ ₴ (گریونا اوکراین) با تصویر ایوان مازپا

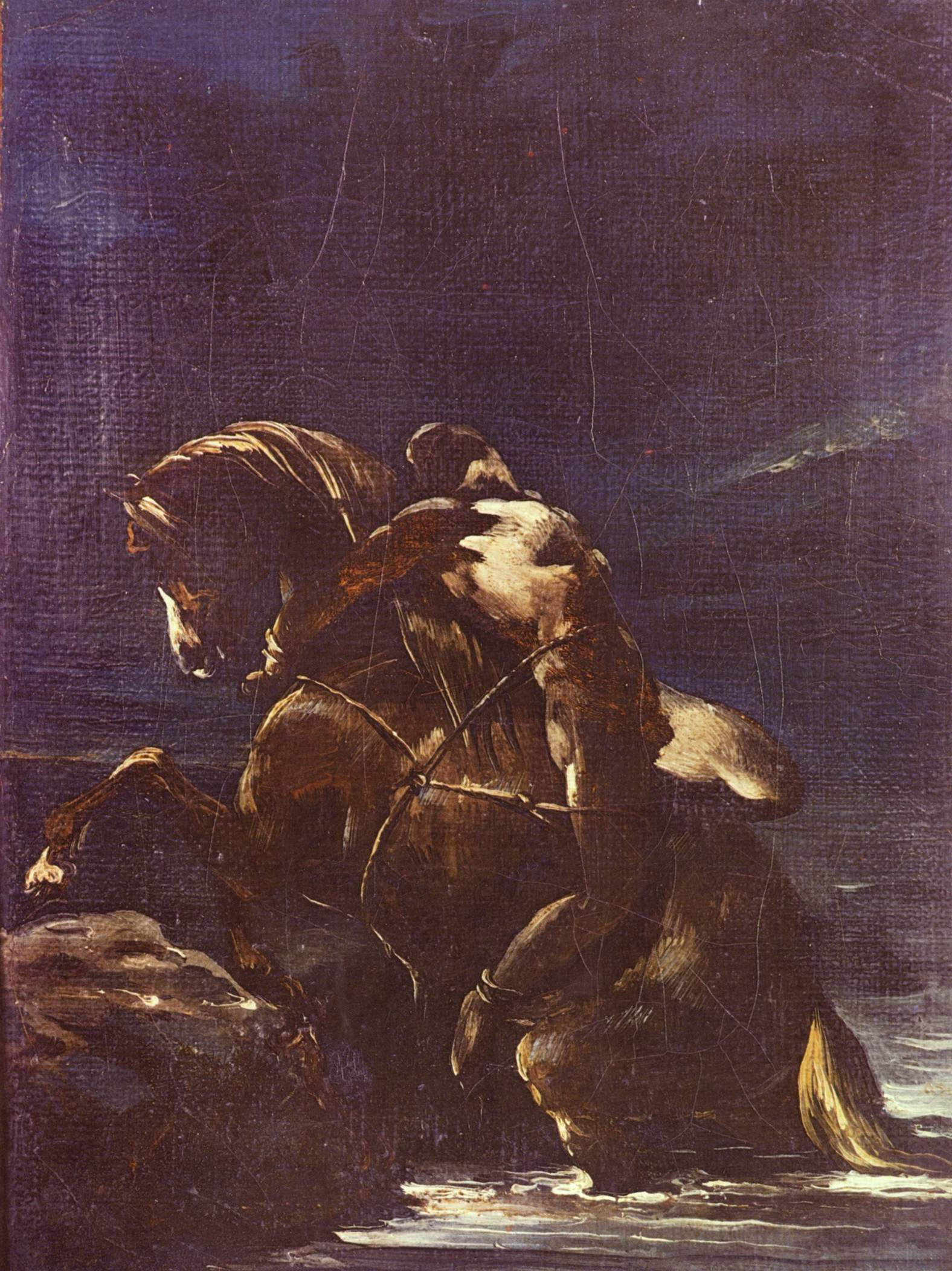
«مازپا» اثر تئودور ژریکو، بر اساس قسمتی از شعر بایرون که در آن مازپا جوان با بستن به اسبی وحشی مجازات می‌شود.

وقایع تاریخی زندگی مازپا الهام بخش بسیاری از آثار ادبی و موسیقی بوده است:
- لرد بایرون - مازپا، شعر (۱۸۱۸)
- الکساندر پوشکین - Poltava، شعر (۱۸۲۸–۱۸۲۹)
- ویکتور هوگو – مازپا، شعر (۱۸۲۹)
- یولیوش سواتسکی، درام مازپا (۱۸۴۰)
- فرانتس لیست – مازپا، شعر سمفونیک (1851)Transcendental Étude No. 4.
- پیوتر ایلیچ چایکوفسکی – مازپا، اپرا (۱۸۸۱–۱۸۸۳)
- مایکل ویلیام بالف – صفحه، کانتات (۱۸۶۱)
- فیلمی به زبان اوکراینی توسط یوری ایلینکو (Mazeppa)، که بر اساس حقایق تاریخی ساخته شده و به نام Молитва за гетьмана Мазепу در سال ۲۰۰۲ منتشر شد.[۴]
- کارلو پدروتی(Carlo Pedrotti)، آهنگساز ایتالیایی، اپرای تراژیکی به نام مازپا در سال ۱۸۶۱ با لیبرتوی آشیل دو لاوزیر نوشت.[نیازمند منبع]</link>[ نیازمند منبع ]

در سال ۲۰۰۹، رئیس‌جمهور اوکراین، ویکتور یوشچنکو، صلیب ایوان مازپا را به عنوان جایزه ای برای دستاوردها و خدمات فرهنگی تأسیس کرد.
رئیس‌جمهور ولدیمیر زلنسکی در سال ۲۰۲۰ به تیپ ۵۴ مکانیزه ارتش اوکراین لقب افتخاری «ایوان مازپا» را اعطا کرد. در سال ۲۰۲۲ زلنسکی یک ناوگان دریایی اوکراینی کلاس Ada را به نام مازپا نامگذاری کرد.